# Социальное предпринимательство в Бельгии

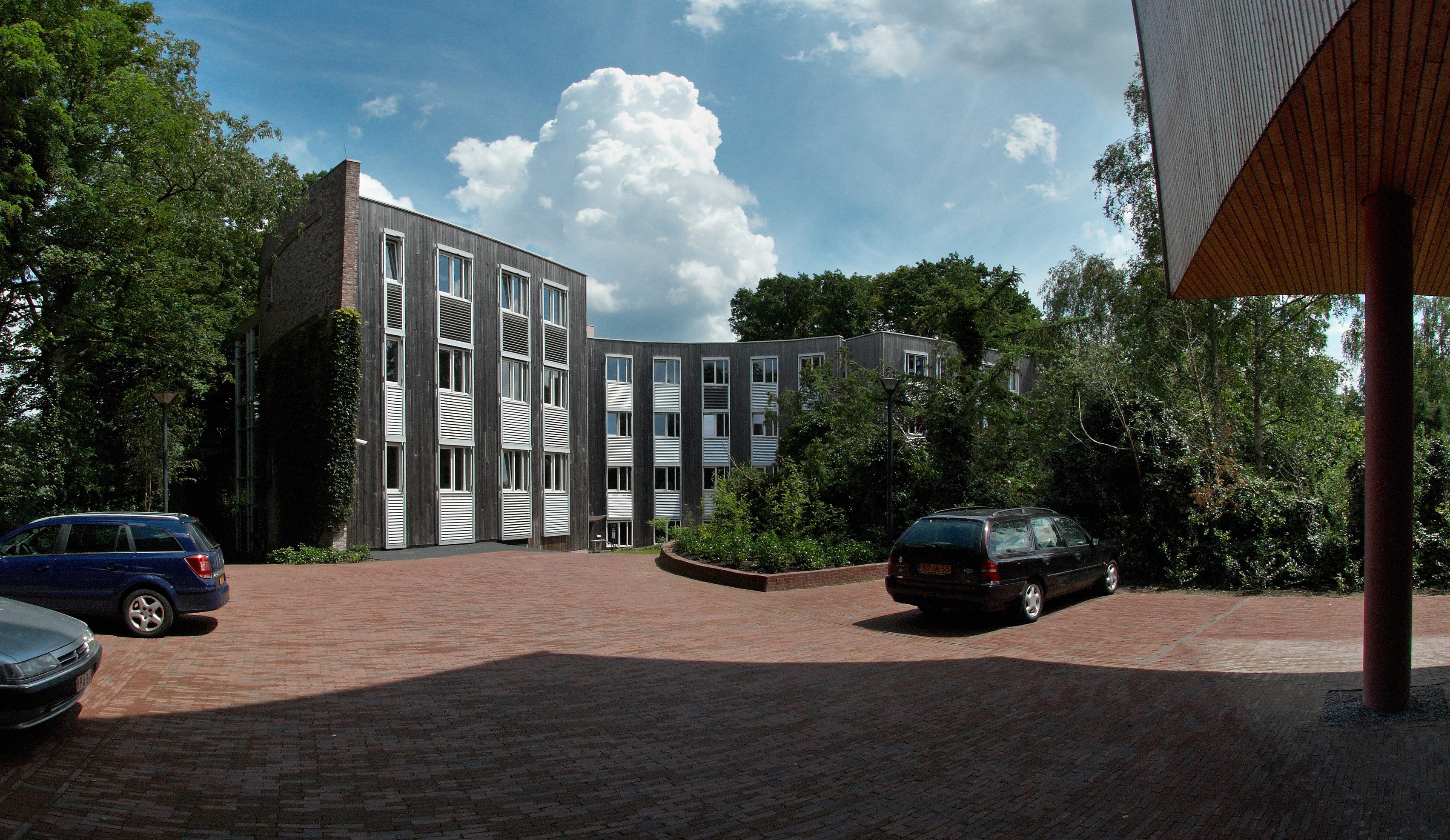
Нидерландский Triodos Bank в период Финансового кризиса 2007-2008 годов помог развитию социального предпринимательства в Бельгии

Социальное предпринимательство в Бельгии играет заметную роль в её экономике. Однако понятие социального предпринимательства до сих пор не имеет чётких законодательных границ и точное количество социальных предприятий в стране неизвестно. Средний возраст компаний, которых некоторые исследователи относят к социальным, составляет чуть больше 20 лет, то есть пик их становления пришёлся на середину 1990-х годов. 
Бельгия – федеративное государство, и в каждом из трёх её регионов – свой подход к социальному предпринимательству. Единственной его общепризнанной формой являются компании социального назначения (фр. société à finalité sociale; нидерл. venootschap met sociaal oogmerk).

## История
В 1970-х годах в Бельгии резко возросла безработица. Правительство не справлялось с решением многих важных социальных задач. Государственные обязанности постепенно брали на себя некоммерческие и благотворительные организации. В настоящее время многие из них работают по принципам социального предпринимательства. При составлении специализированных каталогов специалисты учитывают такие компании, однако на официальном уровне к социальным предприятиям они не относятся.
В 1995 году в стране была утверждена первая форма социального предпринимательства. Наиболее широкое распространение она получила в период Финансового кризиса 2007-2008 годов. В это время огромным спросом пользовались услуги бельгийского отделения банка Triodos, предоставляющего средства лишь организациям с социальными целями. До кризиса ежеквартально в банк обращалось до восьмисот новых клиентов, а во время кризиса – от полутора тысяч до двух тысяч.

## Теоретическая база
По состоянию на 2015 год в Бельгии продолжаются споры, какие предприятия должны называться социальными. Исключение составляют компании социального назначения. По данным Европейской комиссии, среди бельгийских предприятий, которые можно отнести к социальным, компаний социального назначения зарегистрировано меньше всего, хотя эта форма социального предпринимательств легитимна по всей стране. В некоторых англоязычных источниках их называют социальными предприятиями трудовой интеграции, подобная терминология применяется во многих странах Евросоюза (в Великобритании, например, существуют социальные фирмы, которых классифицируют как предприятия трудовой интеграции). Поскольку Бельгия является федеративным государством, на уровне регионов принимаются и свои, местные, законы. Во франкоговорящей части Бельгии (в Брюссельском столичном регионе и Валлонии) существуют так называемые предприятия трудовой адаптации (фр. ETA). Принципы их деятельности базируются на необходимости временного или постоянного привлечения к труду инвалидов. Чтобы быть признанной предприятием трудовой адаптации, компании необходимо иметь в штате 80 процентов работников с ограниченными физическими способностями или психическими расстройствами.
По данным исследовательского проекта SEFORIS Европейской комиссии, в Бельгии в 2014 году насчитывалось от 2210 до 3170 социальных предприятий (по другим источникам таких предприятий может быть до 16 тысяч). Более трети из них относились к некоммерческим организациям, выполнявшим те или иные социальные функции с учётом экономической деятельности. В Бельгии НКО носят особый юридический статус, им присваивается термин «Объединения без целей прибыли» (также называются некоммерческие организации в Люксембурге и Демократической Республике Конго).  Примерно 15 % - это кооперативы, и 5 % - компании социальной направленности. Большинство из всех этих компаний заняты в сфере коммуникаций и коммунального обслуживания (они занимаются озеленением, уборкой помещений), а вот в сфере образования, культуры и здравоохранения число таких организаций крайне мало, в сравнении с другими странами Евросоюза.
Исследования показали, что все они в последнее время всё больше ориентируются на рынок, а не на государственные и прочие гранты. Около 15 % всех социальных предприятий полностью находятся на самообеспечении. Финансирование, в том числе со стороны государства, занимает около 40 % от общего объёма доходов бельгийских социальных предприятий.
Как показал опрос, проведённый в 2014 году, средний возраст социальных предприятий Бельгии равен приблизительно 20 годам.

## Законодательное регулирование

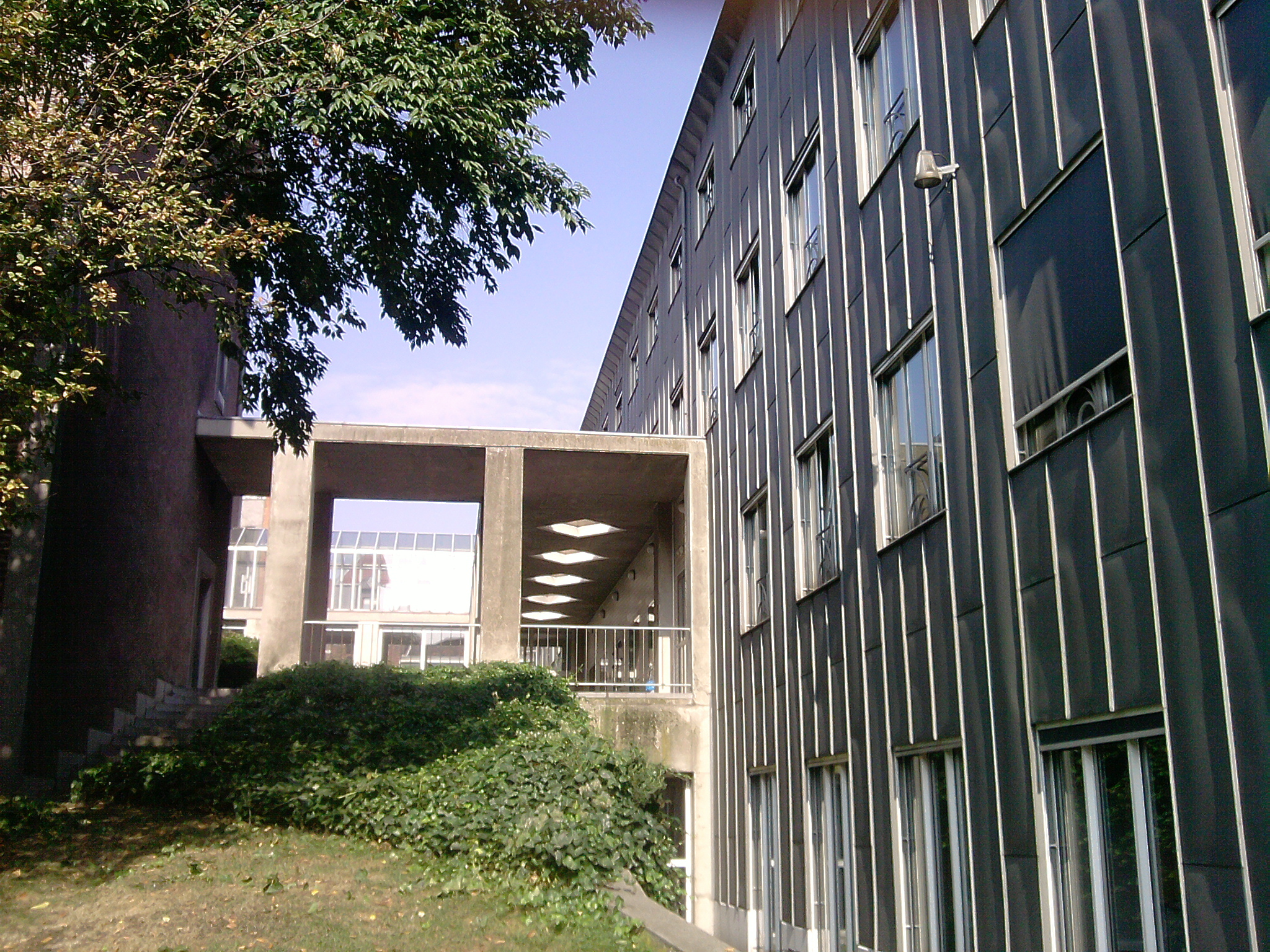
Социальное предпринимательство изучают во многих ВУЗах страны, например в Школе менеджмента Льежского университета

Бельгия одной из первых стран Европы последовала примеру Италии, где закон, регулирующий создание социальных кооперативов, был принят ещё в 1991 году. Бельгийское правительство соответствующие нормы утвердило четырьмя годами позже. В 1995, после реформы гражданского законодательства, было введено понятие «компания социального назначения». Однако популярностью данная форма среди бельгийских предпринимателей не пользуется, так как она не даёт больших экономических преференций. Между 1995 и 2004 годами компаний социального назначения всего было зарегистрировано не многим более четырёхсот. Эксперты склоняются к мнению, что виной непопулярности такой формы служит большое количество ограничений, накладываемых на деятельность организаций в отсутствии предоставления в обмен серьёзных экономических преимуществ.
27 июня 1921 года в Бельгии был принят Закон о некоммерческих организациях. Последние поправки датированы 2002 годом. С учётом этих изменений, «объединения без целей прибыли не участвуют в коммерческих или промышленных операциях и не стремятся к прибыли». Внесённые поправки послужили стимулированию социального предпринимательства среди бельгийских НКО, так как позволяют им заниматься экономической деятельностью с распределением прибыли на социальные цели.

## Практика

### Общебельгийская
По всей стране создана сеть предприятий, занимающихся переработкой бытовых отходов. Во франкоговорящей части Бельгии руководит процессом некоммерческая организация Ressourcerie, объединяющая порядка 70 предприятий. А во Фламандском регионе теми же задачами занимается объединение KOMOSIE. В эту сеть входят 35 предприятий.

### В Валлонии
Сивилла Мертенс-де-Вильмарс из  Льежского университета в качестве яркого примера социального предпринимательства в Валлонии приводит компанию SD4Earth.По сути, это объединение сразу четырёх социальных предприятий, первое из которых появилось в 1949 году. Работают в компании около 300 человек, оказавшихся в трудной жизненной ситуации. Они перерабатывают макулатуру и пластик.